# Geraldo dos Santos
Geraldo Francisco dos Santos (11 de juny de 1962 - 29 de juliol de 2021), sobrenomenat Zizinho, va ser un futbolista professional brasiler que va jugar com a migcampista.

## Carrera
Nascut a São Paulo, va començar la seva carrera amb el São Paulo FC, sent el jugador i golejador més jove del club l'any 1978, amb només 15 anys i 311 dies.
Va començar la seva carrera professional a Mèxic l'any 1980 amb América. També va jugar amb el León i el Necaxa, amb un total de 135 partits i 27 gols, a la Primera Divisió de Mèxic.
Dos Santos va jugar a MISL amb Los Angeles Lazers durant les temporades 1986 i 1987.
Més tard va jugar al Monterrey La Raza, un equip de sala que va jugar a la Continental Indoor Soccer League, entre 1993 i 1997.

## Vida personal
Dos Santos va tenir tres fills, que també van ser tots futbolistes: Éder (nascut el 1984), Giovani (nascut el 1989) i Jonathan (nascut el 1990). Els dos darrers van incorporar-se a la cantera del FC Barcelona l'any 2002, i van arribar a debutar professionalment en el conjunt català.
Va morir de COVID-19 el 29 de juliol de 2021, a l'edat de 59 anys